# Uomo Ghiaccio
L'Uomo Ghiaccio (Iceman), il cui vero nome è Robert "Bobby" Drake, è un personaggio dei fumetti, creato da Stan Lee (testi) e Jack Kirby (disegni) nel 1963, pubblicato dalla Marvel Comics. La sua prima apparizione avviene in X-Men (prima serie) n. 1 (settembre 1963). allenato da Frozone (dalle serie di fumetti gli incredibili 1957, citazione in X-men prima serie n.1), collaborazione però non presente nelle serie dei fumetti originale.
È un supereroe mutante, uno dei componenti originali della prima squadra degli X-Men, di cui fa ancora parte. Nel corso della sua lunga carriera si è unito temporaneamente anche ad altri supergruppi: X-Factor, i Difensori, i Campioni di Los Angeles, gli X-Terminators e i Difensori Segreti. A seconda dell'autore che ne scrive le storie, Bobby Drake manifesta differenti tipi di forza e poteri. Si tratta di uno dei pochi mutanti definiti di Livello Omega, il massimo raggiungibile, ma nell'universo corrente non ha ancora raggiunto tutto il suo potenziale. La sua controparte nell'universo dell'Età di Apocalisse invece ha mostrato tutte le sue caratteristiche.

## Biografia del personaggio
I suoi poteri si manifestarono la prima volta durante un appuntamento con una ragazza, Judy Harmony, mentre un bullo tentava di soffiargliela. Drake cercò di fermarlo mentre questi stava per picchiarlo e così gli trasformò la mano in ghiaccio. Più tardi lo sceriffo lo salvò da una folla inferocita, e decise di portarlo in prigione per la sua sicurezza.
Dopo un po' Scott Summers lo contattò per offrirgli di andare con lui al sicuro ma Bobby rifiutò, e questo diede inizio a una piccola battaglia a cui Charles Xavier pose fine. Così Drake fu scelto dal Professor X per formare la prima squadra di X-Men, e per essere addestrato nell'uso dei suoi poteri.
Quando gli X-Men vennero sconfitti da Krakoa, furono salvati da una nuova squadra di X-Men, tra cui Tempesta e Wolverine. Vista la presenza di questa nuova squadra, Bobby fu tra quelli che abbandonarono la Scuola di Xavier.
Successivamente s'innamorò e si fidanzò con Lorna Dane, alias Polaris, ma alla fine lei scelse Havok, il fratello minore di Ciclope. Intanto assieme ad Angelo si aggregò ai Campioni di Los Angeles. Quando il gruppo si sciolse tornò a studiare.

### X-Men
I membri originali degli X-Men si riunirono col ritorno in vita di Jean Grey e, sotto le mentite spoglie di cacciatori di mutanti, aiutarono i giovani mutanti a usare i loro poteri e a condurre una vita senza essere perseguitati.
Durante questo periodo il dio asgardiano Loki, lo rapì e aumentò i poteri del mutante nella speranza di usarli contro i giganti di ghiaccio. Sconfitto Loki con l'aiuto di Thor, Bobby perse il controllo dei suoi poteri, e solo una cintura (ideata da Cameron Hodge per annullarne la forza) gli permise di riprenderne il controllo.
Più tardi imparò a controllare meglio i suoi poteri e iniziò una relazione con Opal Tanaka, ma lei fuggì dopo una e-mail minacciosa e impedì a Bobby di aiutarla.
Dopo la saga dell'Isola di Muir, tornò con gli X-Men.

### Di nuovo con gli X-Men
Tornato con gli X-Men entrò nel team comandato da Tempesta e venne aiutato da Emma Frost che gli mostrò il pieno potenziale dei suoi poteri. Lasciò momentaneamente il gruppo per prendersi cura del padre, selvaggiamente pestato dagli scagnozzi del mutantofobo Graydon Creed.
In seguito andò a Tokyo per accorrere in aiuto di Opal, e qui scoprì di avere avuto un figlio da lei. Quel bambino era trattenuto in ostaggio da uno scienziato che stava sperimentando tecniche di trapianto degli organi mutanti negli uomini. Bobby riuscì a salvarlo, ma Opal gli rivelò che il bambino non era suo.

### Decimation
Dopo che Wanda Maximoff giocò con la realtà molti mutanti persero i loro poteri. Bobby sembrava uno di questi ma alla fine riuscì a riacquistare le forze grazie all'aiuto di Emma Frost.

## Poteri e abilità
L'Uomo Ghiaccio è considerato un mutante di livello omega, ciò significa che rientra nel ristretto numero dei mutanti che possiedono le maggiori potenzialità, capaci cioè di intervenire con i propri poteri ad alterare la realtà, al livello delle leggi basilari della materia. Nonostante questi enormi poteri però, essendo il più giovane tra gli X-Men delle origini, Bobby Drake è sempre sembrato quello meno capace di prendere troppo seriamente il proprio ruolo, e quindi anche il meno propenso ad impegnarsi a sfruttare fino in fondo tutte le sue capacità. Infatti fino a tempi recenti, ha sempre usato i propri poteri in una maniera piuttosto limitata e solo quando è stato posseduto mentalmente da altri, come Emma Frost, ha evidenziato appieno tutte le sue enormi capacità.
L'Uomo Ghiaccio è, nella sostanza, un criocineta, capace cioè di manipolare psionicamente le basse temperature nell'ambiente che lo circonda, sfruttando a proprio vantaggio le fonti di umidità lì presenti. Solitamente Bobby Drake utilizza i suoi poteri su una scala abbastanza ridotta ed è specializzato nell'assorbire l'umidità circostante per generare ghiaccio. Di conseguenza può congelare un ambiente, formare pareti o schermi di ghiaccio per proteggersi, formare e lanciare proiettili di ghiaccio contro gli avversari, o creare oggetti tridimensionali di ghiaccio, da utilizzare in vari modi. Per spostarsi velocemente, spesso scivola su piste di ghiaccio da lui stesso create. Bobby può congelare totalmente il proprio corpo, fino a livello molecolare e ottenere così una maggiore resistenza ai danni; perciò, se viene infranto mentre si trova in questa condizione, può ricostruire interamente il proprio corpo di ghiaccio, a partire dalla testa. In una occasione Bobby ha mostrato di saper guarire una ferita sul suo corpo da umano, trasformandola in ghiaccio e rimodellando la zona come se fosse sana, per poi ritrasformarla di nuovo in carne ed ossa, senza che rimanesse neppure il segno.
Quando la sua temperatura corporea cade, l'umidità dell'aria circostante, in contatto con il suo corpo, scende allo stesso livello, formando uno strato di brina che lo ricopre interamente, mascherando quindi le sue fattezze. Nei primi tempi perciò l'Uomo Ghiaccio appariva come un uomo ricoperto di brina o di neve, di colore bianco. Successivamente però ha imparato ad abbassare ad un tale livello la sua temperatura e ad una velocità, che ciò che ora lo riveste è simile ad una copertura cristallina completamente trasparente, da cui il suo aspetto attuale. Questo ghiaccio si frantuma continuamente ad ogni suo movimento, ma immediatamente si riforma, creando perciò un caratteristico suono di piccoli cristalli che si frantumano, mentre si muove. Attraverso la pratica ha inoltre imparato a controllare la sua freddezza, tanto da poter abbassare selettivamente la temperatura di parti isolate del suo corpo. Può inoltre scegliere lo spessore e la durezza dello strato di ghiaccio che lo riveste, fino a fargli assumere delle dimensioni erculee o, addirittura, dimensioni colossali perciò quando in questi casi forma una versione più grande e più robusta di se stesso, ne guadagna anche in forza e potenza, ad esempio in un combattimento corpo a corpo con un avversario dotato di super forza.
In realtà se Bobby volesse, potrebbe utilizzare i suoi poteri su una scala molto più vasta, come ha mostrato alcune volte: ad esempio quando è stato manipolato mentalmente da un frammento di Apocalisse ad usare al massimo la sua potenza, l'Uomo Ghiaccio ha minacciato di ricoprire l'intero emisfero nord sotto una calotta di ghiaccio, quasi a voler provocare nuovamente un'altra era glaciale. In questa occasione, mentre New York veniva stretta in una morsa ghiacciata, Bobby ha creato un enorme drago di ghiaccio, capace di sconfiggere anche il possente Thor. In altre occasioni è riuscito a creare una versione gigantesca di sé stesso, o creare un esercito formato da decine di sue copie di ghiaccio (ciascuna delle quali in grado di combattere nei corpo a corpo contro i nemici), oppure ha mostrato di essere capace di lanciare raggi congelanti dagli occhi. Inoltre ha mostrato che può teletrasportare se stesso ed altri attraverso la sublimazione, o sciogliersi in uno specchio d'acqua per poi riformarsi a decine di miglia di distanza, nei pressi di altra acqua. Ha inoltre la capacità di una visione termica.
In una occasione ha mostrato la capacità di fermare un ordigno atomico pronto ad esplodere, congelando a livello sub molecolare la reazione a catena. In un'altra è riuscito a tenere imprigionato con successo dentro un blocco di ghiaccio e per un congruo periodo il potentissimo Hulk.
Date queste sue caratteristiche basilari, l'Uomo Ghiaccio può risultare invece vulnerabile al fuoco ed al calore, inoltre in un ambiente con scarsa umidità, i suoi poteri vengono limitati. In condizioni normali può utilizzare i suoi poteri per circa cinque ore prima di rimanere esausto. Sembra inoltre mancare di una certa creatività ed immaginazione nell'utilizzare i suoi poteri al massimo del potenziale, anche se potrebbe trattarsi di una certa paura che sfuggano al suo controllo a determinare la sua riluttanza. Attualmente infatti è preso dai rimorsi per le numerose vittime che ha causato quando venne manipolato dal frammento di Apocalisse.

## Altre versioni

### Ultimate
La versione Ultimate dell'Uomo Ghiaccio è stata creata da Mark Millar ed Andy Kubert per la collana Ultimate X-Men, anche se non differisce di molto dalla versione classica. Bobby Drake è il più giovane tra i membri anziani degli X-Men, ed è in grado di congelare gli oggetti e le persone raffreddando le molecole dell'aria. Ha instaurato una relazione con Rogue, dopo che Gambit è morto, sacrificatosi per salvarla durante uno scontro con il Fenomeno.

### Amalgam
Nell'universo Amalgam l'Uomo Ghiaccio è fuso con la norvegese Ice dell'universo DC per formare un membro della JLX, chiamato Iceberg. Nella saga "All Access", viene invece fuso con Aquaman creando Icebreaker, quando il Dr. Strangefate vuole far tornare l'Universo Amalgam.

### Era di Apocalisse
Il Bobby Drake di questa realtà alternativa ha mostrato di essere malvagio, rispetto alla sua controparte presente nel normale universo Marvel della terra 616. Questo Uomo Ghiaccio ha mostrato per primo le enormi capacità legate alla sua mutazione. Recentemente questo Bobby Drake ha seguito Bestia Nera, nella realtà 616, e si è rifugiato a Madripoor, dove è stato attaccato da Wolverine, Deadpool e dal Nightcrawler proveniente anch'egli dall'Era di Apocalisse. Nel combattimento tra l'Uomo Ghiaccio malvagio e Nightcrawler, il secondo è riuscito infine a sconfiggere il primo, aggrappandosi ad esso, per poi teletrasportarlo ripetutamente, a testa in giù, in brevissimo tempo, da un posto all'altro o a mezz'aria, così da fargli perdere completamente il senso dell'orientamento ed impedirgli di usare i suoi poteri, per infine trascinarlo dentro all'ambiente quasi privo di umidità di un altoforno per poi gettarlo dentro ad una vasca di metallo fuso.

## Altri media

### Cartoni animati
- Il personaggio è apparso nella serie animata The Marvel Super Heroes.
- L'Uomo Ghiaccio è uno dei tre protagonisti della serie animata L'Uomo Ragno e i suoi fantastici amici, assieme con l'Uomo Ragno e Stella di Fuoco, doppiato in originale da Frank Walker. In questa serie appare una sua sorellastra, attualmente mai apparsa nei fumetti: Aurora Dante, anch'essa mutante col nome di Onda Luce.
- Il personaggio è apparso anche nelle serie animate dedicate agli X-Men:
  - Insuperabili X-Men (dove appare in flashback e poi fa una comparsa in un episodio. Da notare che in questa serie Bobby ha lasciato il gruppo anni prima)
  - X-Men: Evolution
  - Wolverine e gli X-Men
  - Super Hero Squad Show
  - Disk Wars: Avengers

### Cinema
L'Uomo Ghiaccio compare nella serie di film X-Men interpretato da Shawn Ashmore. Il personaggio compare in:
- X-Men (2000),
- X-Men 2 (X2, 2003)
- X-Men - Conflitto finale (X-Men: Last stand, 2006)
- X-Men - Giorni di un futuro passato (X-Men: Days of future past, 2014)

### Videogiochi
L'Uomo Ghiaccio fa parte del cast di personaggi di molti videogiochi, come I Fantastici 4, X-Men: Children of the Atom, il successivo Marvel vs. Capcom 2: New Age of Heroes, il più recente X-Men Legends e il suo seguito X-Men Legends II: L'Era di Apocalisse. L'Uomo Ghiaccio è anche uno dei tre protagonisti del videogioco X-Men: Il gioco ufficiale ispirato al terzo film della saga cinematografica.
È inoltre un personaggio giocabile in Marvel: La Grande Alleanza 1 e 2 e in Marvel: Sfida dei campioni.